# Ormskär (vid Utö, Korpo)
Ormskär är en ö i Finland. Den ligger i Skärgårdshavet eller Norra Östersjön och i kommunen Pargas i den ekonomiska regionen  Åboland i landskapet Egentliga Finland, i den sydvästra delen av landet. Ön ligger omkring 89 kilometer sydväst om Åbo och omkring 200 kilometer väster om Helsingfors.
Öns area är 40,9 hektar och dess största längd är 1,1 kilometer i sydöst-nordvästlig riktning. Ön höjer sig omkring 25 meter över havsytan.